# Дружиловицька сільська рада
Дружиловицька сільська́ ра́да (біл. Дружылавіцкі сельсавет) — колишня адміністративно-територіальна одиниця у складі Іванівського району Берестейської області Білорусі. Адміністративним центром було село Дружиловичі.

## Історія
Сільська рада ліквідована 26 червня 2013 року, територія та населені пункти увійшли до складу Лясковецької сільської ради.

## Склад
Населені пункти, що підпорядковувалися сільській раді станом на 2009 рік:
| Населений пункт | Тип  | Населення, осіб (2009) |
| --------------- | ---- | ---------------------- |
| Дружиловичі     | село | 501                    |
| Замошшя         | село | 156                    |
| Калили          | село | 121                    |
| Триліски        | село | 115                    |

## Населення
За переписом населення Білорусі 2009 року чисельність населення сільської ради становила 893 особи.

### Національність
Розподіл населення за рідною національністю за даними перепису 2009 року:
| Національність               | Осіб | Відсоток |
| ---------------------------- | ---- | -------- |
| білоруси                     | 804  | 90,03 %  |
| українці                     | 64   | 7,17 %   |
| росіяни                      | 21   | 2,35 %   |
| поляки                       | 1    | 0,11 %   |
| молдовани                    | 1    | 0,11 %   |
| фіни                         | 1    | 0,11 %   |
| дві та більше національності | 1    | 0,11 %   |
| Разом                        | 893  | 100 %    |